# Lieusaint (Manche)
Lieusaint ist eine französische Gemeinde mit 400 Einwohnern (Stand: 1. Januar 2022) im Département Manche in der Region Normandie. Sie gehört zum Arrondissement Cherbourg und zum Kanton Valognes. 
Sie liegt auf der Halbinsel Cotentin und grenzt im Norden an Valognes, im Osten an Flottemanville, im Süden an Colomby, im Südwesten an Morville und im Westen an Yvetot-Bocage.

## Bevölkerungsentwicklung
| Jahr      | 1962 | 1968 | 1975 | 1982 | 1990 | 1999 | 2008 | 2018 |
| --------- | ---- | ---- | ---- | ---- | ---- | ---- | ---- | ---- |
| Einwohner | 278  | 270  | 259  | 270  | 345  | 331  | 364  | 408  |

## Sehenswürdigkeiten

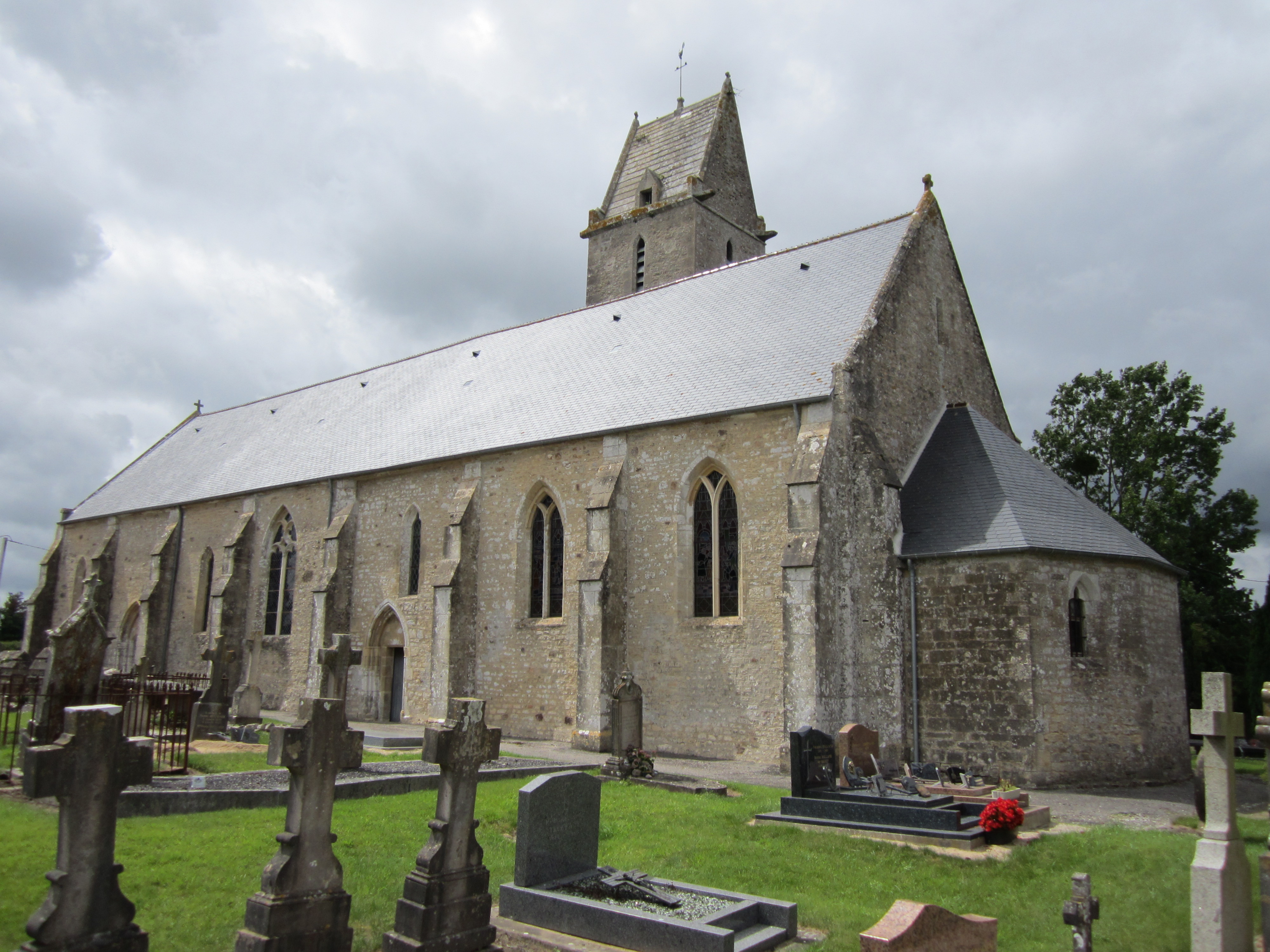
Kirche Saint-Éloi

- Kirche Saint-Éloi